# Cantó dels Aspres
El cantó dels Aspres és una divisió administrativa francesa, situada a la Catalunya del Nord, al departament dels Pirineus Orientals, creat pel decret del 26 de febrer de 2014 i que entrà en vigor després de les eleccions municipals de 2015. És el número 1 dels cantons actuals de la Catalunya del Nord.

## Composició

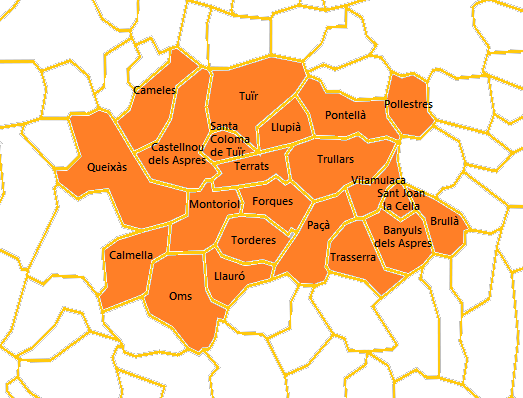
Mapa del Cantó 1 dels Aspres

Totes les comunes, pertanyents al Rosselló:
- Banyuls dels Aspres
- Brullà
- Calmella
- Cameles
- Castellnou dels Aspres
- Forques
- Llauró
- Llupià
- Montoriol
- Oms
- Paçà
- Pollestres
- Pontellà i Nyils
- Queixàs
- Santa Coloma de Tuïr
- Sant Joan la Cella
- Terrats
- Torderes
- Trasserra
- Trullars
- Tuïr
- Vilamulaca

## Història
A les eleccions departamentals franceses del 2015 va entrar en vigor una nova redistribució cantonal, definida pel decret de 26 de febrer del 2014, en aplicació de les lleis del 17 de maig del 2013 (loi organique 2013-402 i loi 2013-403). A partir d'aquestes eleccions els consellers departamentals són escollits per escrutini majoritari binominal mixt. Des d'aquestes eleccions els electors de cada cantó escullen dos membres de sexe diferent al consell departamental, nova denominació del consell general, i que es presenten en parella de candidats. Els consellers departamentals són escollits per sis anys en escrutini binominal majoritari a dues voltes; per l'accés a la segona volta cal un 12,5% dels vots inscrits en la primera volta. A més es renoven la totalitat de consellers departamentals. El nou sistema de votació requeria una redistribució dels cantons, i el nombre es va reduir a la meitat arrodonit a la unitat senar superior si el nombre no és sencer senar, així com unes condicions de llindar mínim. Als Pirineus Orientals el nombre de cantons va passar de 31 a 17.
El nou cantó dels Aspres és format amb comunes dels antics cantons de Ceret (4 comunes), de Tuïr (17 comunes) i de Toluges (1 comuna). Amb aquesta redistribució administrativa el territori del cantó supera els límits del districte, amb 4 comunes situades en el de Ceret i 18 en el de Perpinyà. La seu del cantó és a Tuïr.

## Consellers generals
Al final de la primera volta de les eleccions departamentals franceses de 2015 hi havia passat tres binomis: René Olive i Edith Pugnet (Unió de l'Esquerra, 33,75%), Georges Puig i Claudine Verplanken (FN, 30,87%) i Daniel Mach i Marie-Thérèse Sanchez-Schmid (UMP, 27,08%). La taxa de participació fou del 58,7% (13.351 votants sobre 22.743 inscrits) contra el 55,72% a nivell departemental i 50,17% a nivell nacional.
En la segona volta, René Olive i Edith Pugnet foren elegits amb el 41,29% dels vots emesos i amb una taxa de participació del 61,25% (5.518 vots de 13.931 votants i 22.743 inscrits).